# 花蓮溪

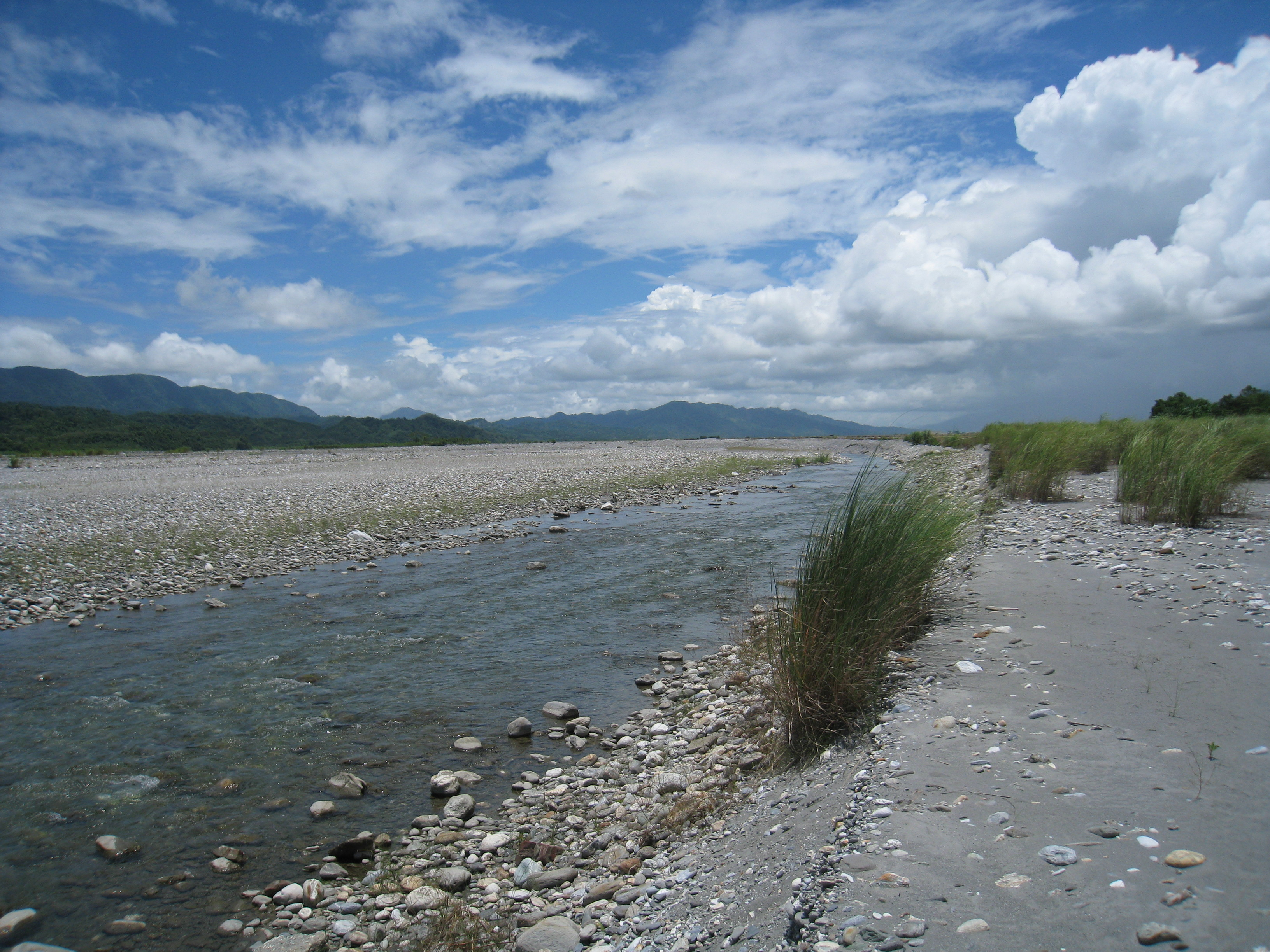
花蓮溪沿岸風光

花蓮溪位於台灣東部，屬於中央管河川，為花蓮縣的主要河川之一，本身源流為光復溪，發源於拔子山，但整個水系的最遠源頭則為其最長支流萬里溪 （萬里橋溪）的源頭，位於中央山脈白石山南側的萬里池。
花蓮溪本流河長57.28公里，水系河長則為81公里，流域面積1,507.09平方公里，主要支流有木瓜溪、壽豐溪、萬里溪、馬太鞍溪、光復溪等。其水系沿著花東縱谷向東北方向流，在海岸山脈最北端的花蓮山出海，進入太平洋。平均坡度為1:285。中游建有箭瑛大橋、中興大橋，下游建有米棧大橋與月眉大橋，出海口是花蓮大橋附近。

## 水文
古花蓮溪原本河道在花東縱谷南端，海岸山脈東側只有一條小溪流奇美溪，後來在板塊運動中，海岸山脈被持續抬升，使得奇美溪流速變快，發生向源侵蝕的現象，最後奇美溪在瑞穗附近切穿海岸山脈，和古花蓮溪相連，形成河川襲奪現象，而瑞穗以南古花蓮溪河段則形成斷頭河。
花蓮溪南端境內的主要支流，如木瓜溪、壽豐溪、萬里溪、馬太鞍溪、光復溪等皆發源於中央山脈東側，其中以木瓜溪流域面積最大，支流多且長。主要支流偏在流域西部。上游支流坡度陡，水流急速，每當遇到颱風洪水來臨時，溪流就會挾帶大量的泥土及砂石，從山谷流衝到花東縱谷平原。當河水流出谷口以後，坡度由原先的陡峭地勢忽然變得平緩，使得砂礫淤積在下游平原地段，形成許多沖積扇。流路分歧散亂、遷徙不定，本流呈辮狀，河心沙洲眾多，在縱谷間形成大片平坦地，成為農業及聚落的分布區。因為受到海岸山脈阻擋，花蓮溪河道緊近山脈，切割山坡，形成陡峻山崖。少部份支流則發源於海岸山脈西坡，長度短小，而且溪谷發育甚差。
花蓮溪流域河谷平原位處花東縱谷之最北端，北起木瓜溪下游，南迄花蓮溪南端分水嶺大富、大豐附近，行政轄區包括壽豐鄉、鳳林鎮及光復鄉等鄉鎮。地勢上以西側扇頂及南側分水嶺較高約200公尺，北端木瓜溪下游最低約20公尺。花蓮溪流域河谷平原主要為沖積層及沖積扇堆積所構成，主要的沖積扇有壽豐溪沖積扇、萬里橋溪—馬太鞍溪沖積扇、光復溪沖積扇等。其中壽豐溪沖積扇扇徑約8公里，扇頂海拔高180公尺，比高140公尺，扇端達海岸山脈西緣，是一標準而完整沖積扇。萬里橋溪沖積扇與馬太鞍溪沖積扇因萬里橋溪與馬太鞍溪兩河口僅相隔約2.5公里，相當接近，相連成為合成沖積扇，其扇徑亦約8公里，扇頂高度100公尺，比高100公尺，此合成沖積扇之扇端部分亦達海岸山脈西麓。光復溪沖積扇係由光復溪三個支流所形成之三個小型沖積扇所組成，包括清水溪扇、光復溪扇及大富扇，其中大富扇為發育於海岸山脈側。
| 支流     | 長度（km） | 流域面積（km²） | 平均坡度 | 計畫洪水量（CMS） | 流經地區               |
| -------- | ---------- | --------------- | -------- | ----------------- | ---------------------- |
| 木瓜溪   | 54         | 468.21          | 1:94     | 6,300             | 秀林鄉                 |
| 壽豐溪   | 38         | 276             | 1:65     | 2,920             | 壽豐鄉                 |
| 萬里溪   | 53.31      | 264.39          | 1:130    | 3,760             | 萬榮鄉、鳳林鎮         |
| 馬太鞍溪 | 38.58      | 161.8           | 1:71     | 2,040             | 萬榮鄉、鳳林鎮、光復鄉 |
| 光復溪   | 15         | 53.9            | 1:76     | 1,720             | 萬榮鄉、光復鄉         |

## 水系主要河川
- 花蓮溪：花蓮縣
  - 木瓜溪：吉安鄉、壽豐鄉、秀林鄉
    - 能高清水溪：秀林鄉
      - 清流溪：秀林鄉

    - 巴托蘭溪：秀林鄉
      - 巴托魯溪：秀林鄉

    - 天長溪：秀林鄉
      - 奇萊溪：秀林鄉

    - 丸田溪：秀林鄉
      - 檜溪：秀林鄉

  - 荖溪：壽豐鄉、秀林鄉
    - 白鮑溪：壽豐鄉、秀林鄉

  - 壽豐溪：壽豐鄉、鳳林鎮、秀林鄉、萬榮鄉
    - 清昌溪：秀林鄉
    - 恰堪溪（知亞干溪）：秀林鄉、萬榮鄉
    - 安來溪：萬榮鄉

  - 北清水溪：鳳林鎮、萬榮鄉
  - 鳳林溪：鳳林鎮、萬榮鄉
  - 萬里溪：鳳林鎮、萬榮鄉
    - 清水谷溪：萬榮鄉

  - 巴朗溪：光復鄉
  - 馬太鞍溪：鳳林鎮、光復鄉、萬榮鄉
  - 光復溪：光復鄉
    - 利哈岸溪：光復鄉
    - 瑪達那溪：光復鄉
    - 麗太溪：光復鄉
    - 馬佛溪：光復鄉
    - 嘉農溪[註 2]：光復鄉、萬榮鄉
      - 河內溪：光復鄉

    - 南清水溪：光復鄉、萬榮鄉

## 主要橋樑

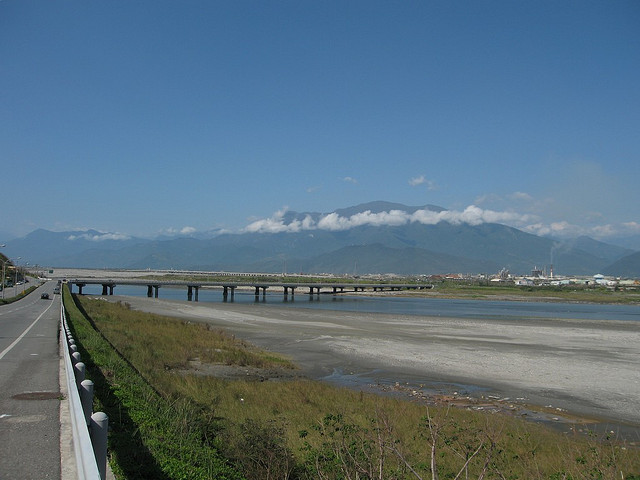
花蓮大橋橫跨花蓮溪。

以下由河口至源頭列出主流上之主要橋樑：

### 花蓮溪河段
- 花蓮大橋（省道台11線）
- 月眉大橋
- 米棧大橋（鄉道花38-1線/花39線）
- 中興大橋（鄉道花44線）
- 箭瑛大橋（鄉道花46線）

### 木瓜溪河段
- 東華大橋（省道台11丙線）
- 木瓜溪橋（省道台9線）
- 仁壽橋（省道台9丙線）
- 銅門大橋
- 揚清橋（原省道台14線東段）
- 龍澗橋（原省道台14線東段）

### 荖溪河段
- 荖溪橋（省道台9丙線）
- 和榮大橋（省道台9線）
- 光榮橋（鄉道花41線）
- 下荖西橋

### 萬里溪河段
- 萬里溪橋（省道台9線）
- 台鐵萬里溪橋（台鐵台東線）
- 西寶大橋

### 光復溪河段
- 馬太鞍橋（省道台11甲線）
- 富田橋（省道台11甲線）
- 西全橋（鄉道花52線）
- 馬佛橋（鄉道花52線）
- 上馬佛橋
- 下馬佛橋（鄉道花52線）
- 一號橋（縣道193號）
- 二號橋（縣道193號）
- 東富橋（縣道193號）
- 大農橋（縣道193號）
- 大富橋（縣道193號）